# Герб Олтенії
Герб короля Валахії (oy de Bláq[u]ie) з'являється у Війнбергенському гербовнику, складеному наприкінці ХІІІ століття. Він був представлений щитом, що включає 5 поясів,де  чергуються золотий та червоний (1307 р.). Це приписували історики (Жан Н. Манеску, Штефан Чобану та інші) до воєводської родини Літови . Марія Догару вважала, що герб був прийнятий Литвою між 1275 і 1276 роками. Подібне подання зустрічається в гербовнику Ульріка фон Ріхенталя (1420 - 1430). На срібному щиті коронованого лева супроводжує шестипроменева зірка вгорі і півмісяць знизу.
Середньовічною емблемою Ольтенії був лев з мечем, але на блакитному тлі та звернений на схід.
У 1872 році, крім орла Мунтенії та вола Молдавії, символ Олтенії був окремо введений на гербі Румунії. Цей геральдичний знак складається з червоного щита, навантаженого коронованим левом, що виходить зі старовинної корони, тримаючи між лап зірку з шістьма променями, все золоте. Лева взяли з маленької печатки правителя Мірчі Старого. Корона біля основи - знак великих банів.
Починаючи від 1921 року, сьогодні герб набув своєї форми, на третій площині зображення на червоному тлі лев виходить із мосту (міст з Дробети). І міст, і лев також золоті. Міст з Дробети в поточній версії символізує римські завоювання, латиність, і лев більше не має корони королівської ролі.

## Зовнішні посилання
- Герб Румунії - значення [Архівовано 6 січня 2007 у Wayback Machine.]